# فرودگاه ایهو
فرودگاه ایهو (به انگلیسی: Ihu Airport) یک فرودگاه است . این فرودگاه در کشور پاپوآ گینه نو قرار دارد .